# Universidade Stony Brook

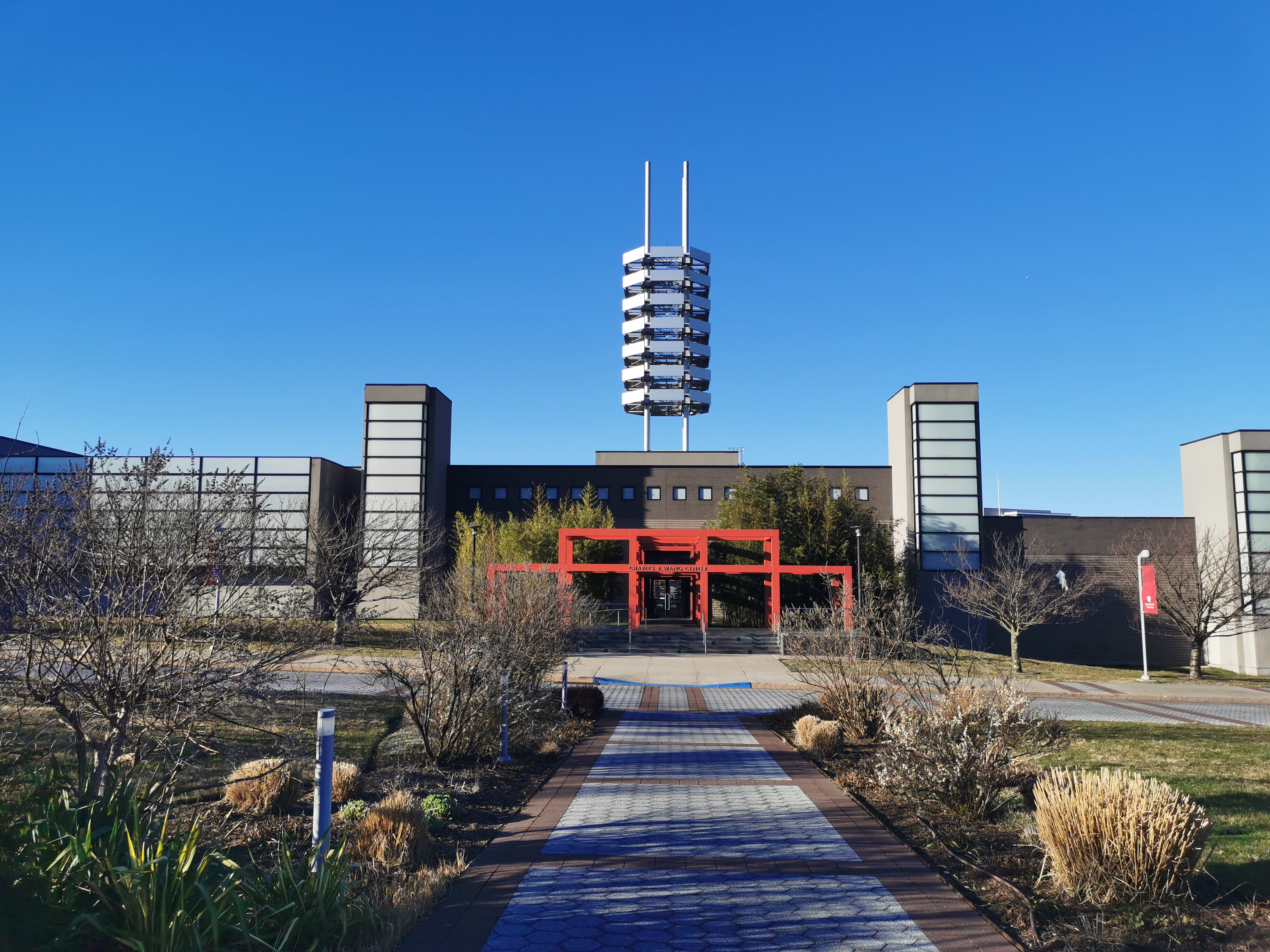

A Universidade do Estado de Nova Iorque em Stony Brook, ou simplesmente Universidade Stony Brook (em inglês: Stony Brook University), é uma universidade pública dedicada à pesquisa localizada em Stony Brook, Nova Iorque. É um dos quatro centros universitários da sistema da Universidade do Estado de Nova Iorque. Composta por 213 edifícios em 1 454 acres de terreno no condado de Suffolk, é a maior universidade pública em área do estado.
A instituição foi fundada em 1963 em Oyster Bay, mudou-se para Stony Brook em 1962. Em 2001, foi chamada para a Associação de Universidades Americanas, seleto grupo de universidades de pesquisa da América do Norte. Ao lado do Battelle, administra o Laboratório Nacional de Brookhaven, responsável pelo Departamento de Energia dos Estados Unidos.